# Frebonie von Pernstein
Frebonie von Pernstein (tschechisch Frebonie z Pernštejna; * 1596; † 6. Februar 1646) war eine böhmische Adlige und Stifterin der Niederlassung der Piaristen in Leitomischl in Ostböhmen. Sie entstammte dem böhmisch-mährischen Adelsgeschlecht Pernstein, dessen letzte Vertreterin sie war.

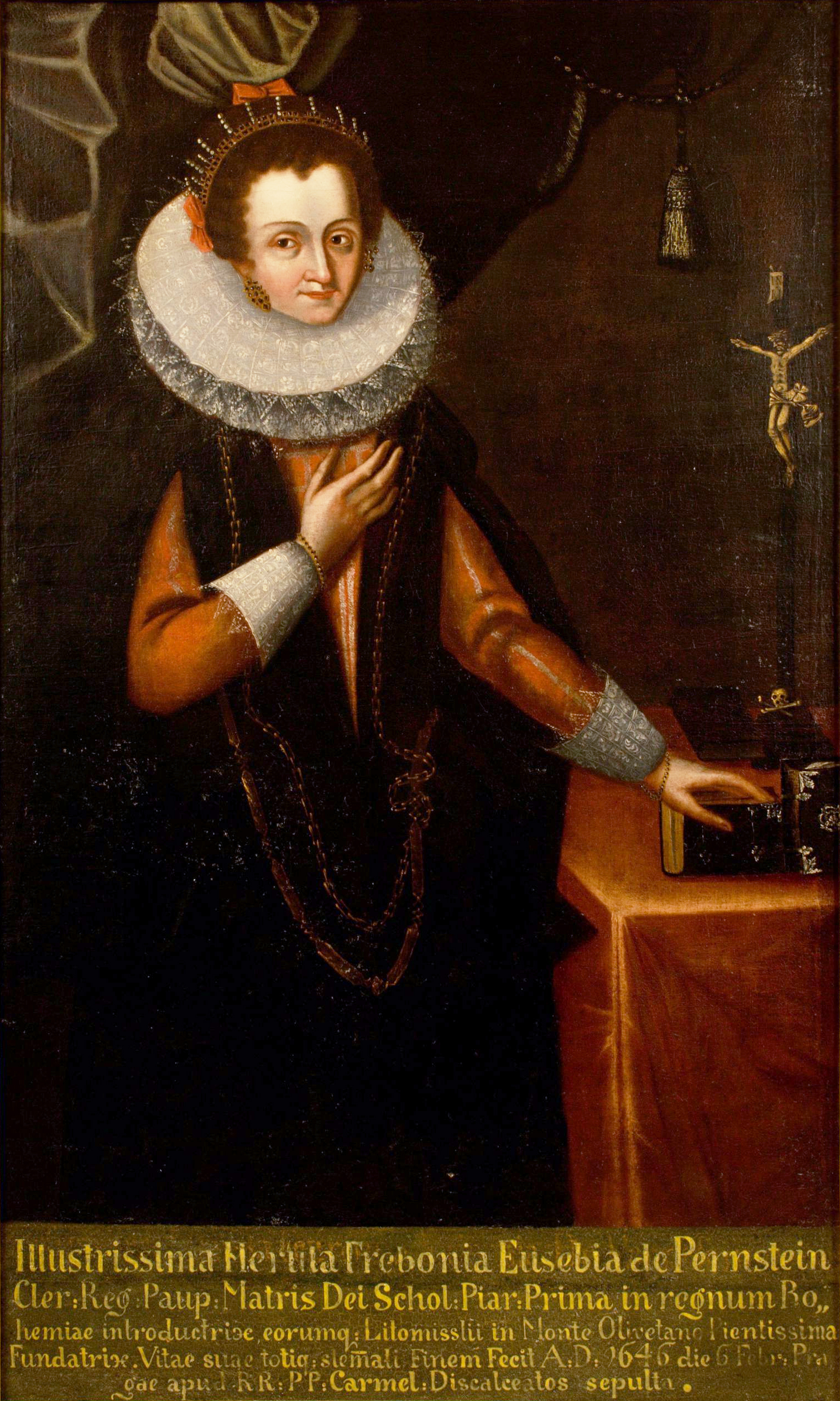
Frebonie Eusebie von Pernstein

## Leben
Frebonies Eltern waren der Direktor der kaiserlichen Artillerie Johann von Pernstein und Maria Manrique de Lara d. J. († nach 1636). Sie war eine Nichte von Johanns gleichnamiger Mutter Maria Manrique de Lara d. Ä. (1538–1608), und somit eine Cousine Johanns.
Beim Tod des Vaters, der 1597 im Türkenkrieg im ungarischen Raab den Tod fand, war Frebonie erst ein Jahr alt. Sie hatte noch die ältere Schwester Anna und eine jüngere Schwester Eva, die jedoch im Kindesalter starb. Erbe der väterlichen Besitzungen wurde ihr älterer Bruder Vratislav Eusebius. Da alle vier Geschwister noch klein waren, standen sie zunächst unter der Vormundschaft ihrer Mutter. Weil jedoch eine testamentarische Verfügung zur Vormundschaft nicht bestand, wurde diese 1603 gerichtlich an ihre Tante Polyxena übertragen, die eine verwitwete Schwester ihres Vaters war. Trotzdem standen die Kinder weiterhin unter der Obhut ihrer Mutter, die sich 1606 in zweiter Ehe mit Bruno von Mansfeld verheiratete. Danach lebten Frebonie und ihre Geschwister vermutlich in Wien.
Frebonie war von 1611 bis 1618 Hofdame der Kaiserin Anna und blieb danach wahrscheinlich wegen eines Gebrechens unverheiratet.
Frebonies Bruder Vratislav Eusebius starb 1631 im Dreißigjährigen Krieg infolge einer Verwundung. Kurz vor seinem Tod bestimmte er die unverheiratete, 35-jährige Frebonie zur Alleinerbin, da die ältere Schwester Anna in ein Kloster eingetreten war. Frebonie, die ein frommes Leben geführt haben soll, lebte nun überwiegend im Familienpalais am Kleinseitner Ring auf der Prager Kleinseite, das ihr Bruder ein Jahr vor seinem Tod von Maximilian von Waldstein erworben hatte. Als Herrin der Herrschaft Leitomischl setzte sie sich für die schon von ihrem Bruder verfolgte Rekatholisierung ein. Deshalb entschied sie sich auch, Piaristen nach Leitomischl zu berufen, die sich vor allem für die Bildung der Kinder und Jugendlichen einsetzten. Während sie im mährischen Nikolsburg schon seit 1631 ein Kolleg unterhielten, war ihre Niederlassung in Leitomischl die erste in Böhmen.
Den Stiftungsbrief über die Errichtung eines Piaristenkollegs in Leitomischl unterzeichnete Frebonie am 3. September 1640. Kurz danach entsandten die Piaristen die ersten Schulbrüder nach Leitomischl. Bei einem Besuch des Provinzials Onuphrius Conti im Oktober d. J. wurde zusammen mit den Architekten und Stadtoberen ein Grundstück in Schlossnähe ausgesucht. Am 15. Januar 1642 genehmigte der Prager Erzbischof Ernst Adalbert von Harrach die Errichtung der Schul- und Ordensbauten sowie einer zugehörigen Kirche. Am 2. November 1644 konnte der regelmäßige Unterricht am Leitomischler Piaristengymnasium aufgenommen werden.
Zwei Jahre später verstarb Frebonie am 6. Februar 1646. Sie hinterließ ein bedeutendes Vermögen, über das sie bereits am 28. November 1645 ein Testament errichtet hatte. Schloss und Herrschaft Leitomischl verschrieb sie ihrem Cousin Wenzel Eusebius von Lobkowicz, der ein Sohn ihrer 1642 verstorbenen Tante Polyxena war. Ihm fiel auch das Pernstein-Wappen zu. Ihr Prager Palais und einen Anteil von Solnice, der den Pernsteinern gehörte, vermachte sie dem Prager Karmelitenkloster an der Kirche Maria vom Siege. Dort wurde seit 1631 das von ihrer Großmutter Maria Manrique de Lara d. Ä. 1555 aus Spanien mitgebrachte Prager Jesulein verehrt, das Frebonies Tante Polyxena nach dem Tod von Frebonies Bruder Vratislav Eusebius 1631 dorthin übergab. Vermutlich deshalb wollte Frebonie in dieser Kirche beigesetzt werden.

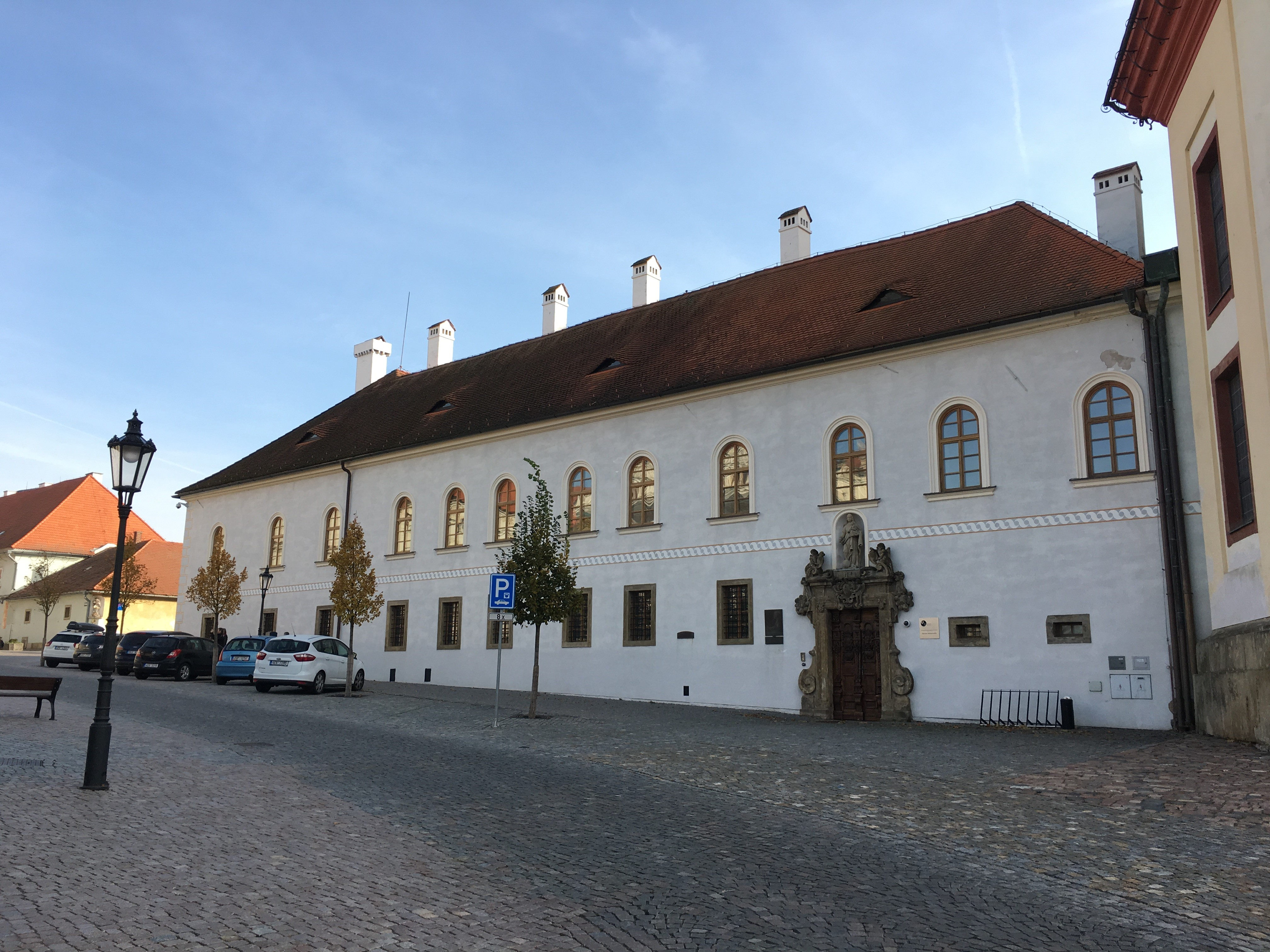
Piaristenkolleg Leitomischl
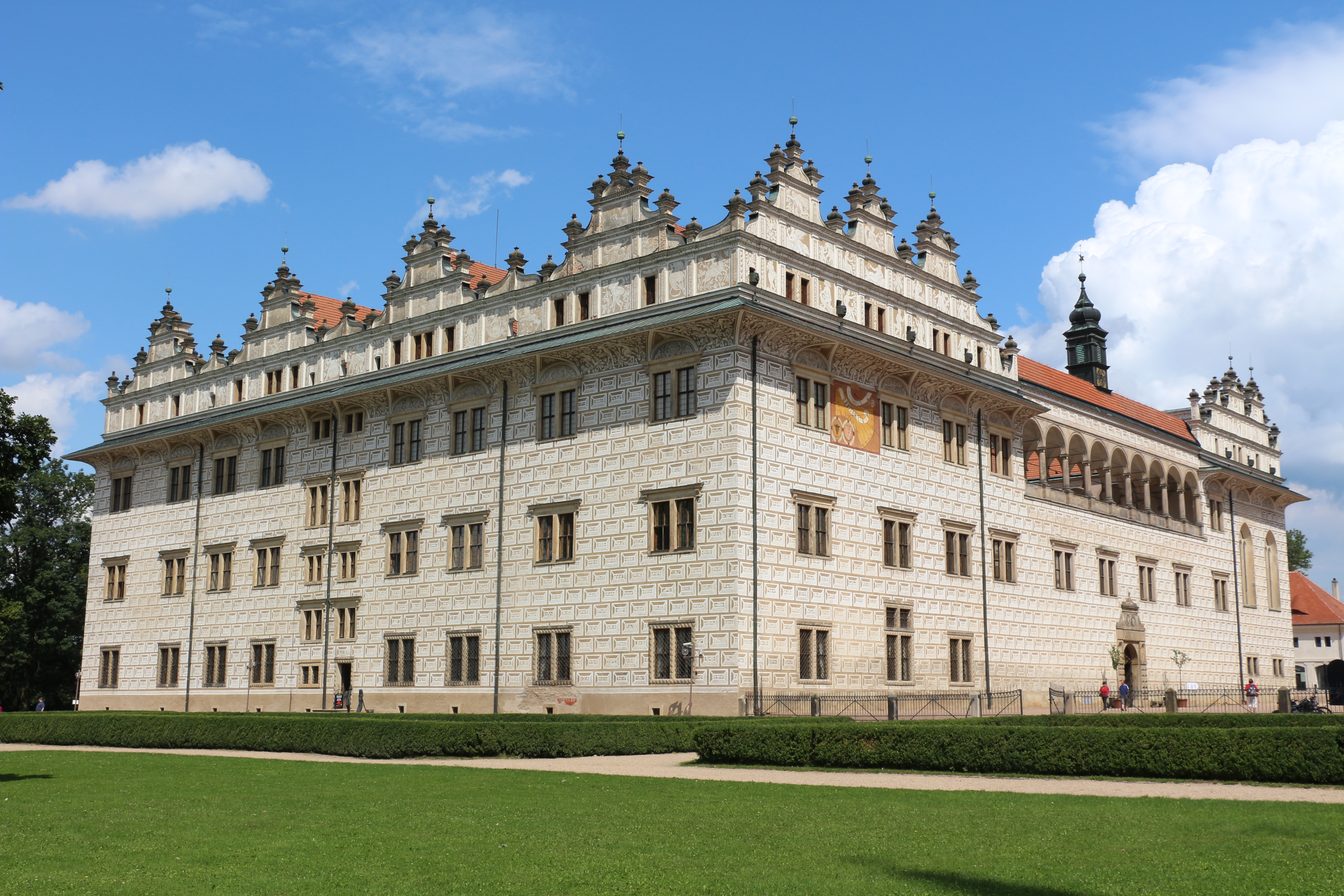
Schloss Leitomischl